# Jaipur Literature Festival

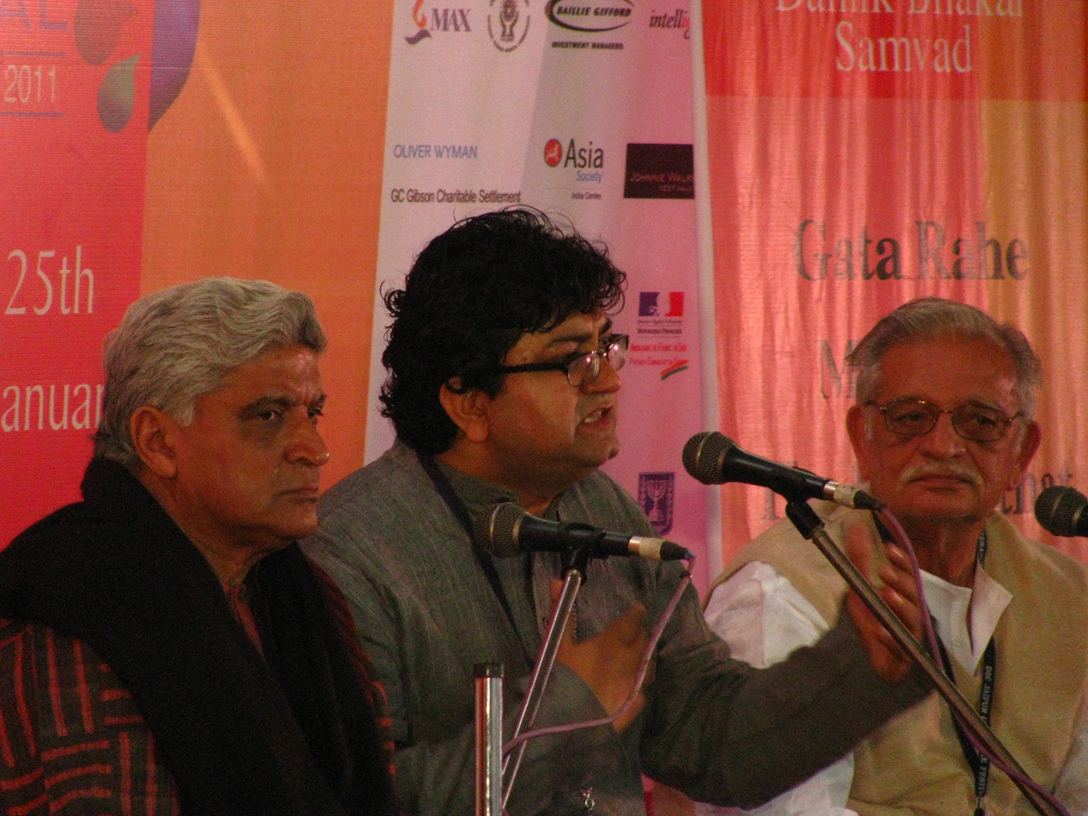
Jaipur Literature Festival 2011, Gulzar, Javed Akhtar und Prasoon Joshi

Das Jaipur Literature Festival findet einmal jährlich im Januar in der Stadt Jaipur, Rajasthan in Indien statt und gilt als das größte Literaturfestival Asiens.

## Entstehungsgeschichte
Ins Leben gerufen wurde die Veranstaltung von dem Schriftsteller und Historiker William Dalrymple im Jahr 2006. Das Jaipur Literature Festival ging aus dem Jaipur Heritage International Festival 2006 hervor und hat sich seither Jahr um Jahr vergrößert.
Das „Diggi – Palace Hotel“ dient dabei als Mittelpunkt des Festivalgeschehens. Miranda Seymour nannte das Festival in einem Artikel für die Mail on Sunday „das größte (Literatur) Festival von allen“. Autoren aus der ganzen Welt nehmen daran teil. Im Jahr 2009 umfasste die Teilnehmerliste über 200 indische und internationale Autoren.
Die Veranstaltungen des Festivals sind kostenfrei.
Leiter des Festivals sind derzeit die Schriftsteller Namita Gokhale und William Dalrymple.

## Teilnehmer in den vergangenen Jahren (Auswahl)
Salman Rushdie,
Kiran Desai,
Suketu Mehta,
Shashi Despande,
William Dalrymple, 
Ian McEwan,
Donna Tartt,
Christopher Hampton,
Vikram Seth,
Michael Ondaatje, 
Simon Schama, 
Hanif Kureishi,
Tariq Ali,
Mohammed Hanif,
Shashi Tharoor